# Черёмушкинское (сельское поселение, Удмуртия)
Черёмушкинское —  упразднённое муниципальное образование со статусом сельского поселения в составе Можгинского района Удмуртии.
Административный центр — село Черёмушки.

## История
Законом Удмуртской Республики от 8 апреля 2016 года № 20-РЗ, были преобразованы, путём их объединения, муниципальные образования Горнякское и Черёмушкинское в новое МО Горнякское с административным центром в селе Горняк.

## Географические данные
По территории протекает река: Вала.

## Население
| 2008 | 2010  | 2012  | 2013  | 2014  | 2015  | 2016  |
| ---- | ----- | ----- | ----- | ----- | ----- | ----- |
| 1809 | ↗2317 | ↗2361 | ↗2393 | ↘2391 | ↘2341 | ↘2310 |

## Населенные пункты
| Название     | Тип населённого пункта       | Население, 2012 год | Почтовый индекс | ОКАТО          |
| ------------ | ---------------------------- | ------------------- | --------------- | -------------- |
| Черёмушки    | Село, административный центр | 1069                | 427769          | 94 235 865 001 |
| Керамик      | Станция                      | 474                 | 427769          | 94 235 865 002 |
| Чумойтло     | Деревня                      | 150                 | 427769          | 94 235 865 003 |
| Чумойтло     | Разъезд                      | 35                  | 427769          | 94 235 865 004 |
| Дома 1035 км | Населённый пункт             | 11                  | 427769          | 94 235 865 005 |
| Дома 1038 км | Населённый пункт             | 33                  | 427769          | 94 235 865 006 |